# Damien Le Tallec
Damien Le Tallec (ur. 19 kwietnia 1990 roku w Poissy) – francuski piłkarz, występujący na pozycji napastnika, były zawodnik młodzieżowej reprezentacji Francji.

## Kariera klubowa
Damien Le Tallec swoją karierę zaczynał już jako pięciolatek we francuskim Le Havre AC  grając tam przez 10 lat, przeniósł się do Stade Rennais. 2 lata po przyjściu czekał na swój debiut w Ligue 1. Występował w młodzieżowych reprezentacjach Francji z dużym sukcesem grając na Mistrzostwach Europy U-17 i U-19. Latem 2009 został za darmo sprowadzony przez Borussię Dortmund.
31 stycznia 2012 roku podpisał kontrakt z drugoligowym FC Nantes. W końcu sierpnia 2012 przeniósł się do ukraińskiej Howerły Użhorod. W czerwcu 2014 po wygaśnięciu kontraktu opuścił zakarpacki klub, a w lipcu został piłkarzem rosyjskiej Mordowii Sarańsk. Z kolei w 2016 roku przeszedł do serbskiego klubu FK Crvena zvezda.
| Sezon   | Klub              | Kraj    | Rozgrywki     | Mecze | Bramki | Rozgrywki Europy | Mecze | Bramki |
| ------- | ----------------- | ------- | ------------- | ----- | ------ | ---------------- | ----- | ------ |
| 2009/10 | Borussia Dortmund | Niemcy  | 1. Bundesliga | 4     | 0      | -                | -     | -      |
| 2010/11 | Borussia Dortmund | Niemcy  | 1. Bundesliga | 0     | 0      | Liga Europy UEFA | 2     | 0      |
| 2011/12 | FC Nantes         | Francja | Ligue 2       | 8     | 0      | -                | -     | -      |
| 2012/13 | Howerła Użhorod   | Ukraina | Premier-liha  | 20    | 5      | -                | -     | -      |
| 2013/14 | Howerła Użhorod   | Ukraina | Premier-liha  | 20    | 2      | -                | -     | -      |
| 2014/15 | Mordowija Sarańsk | Rosja   | Priemjer-Liga | 29    | 1      | -                | -     | -      |
| 2015/16 | Mordowija Sarańsk | Rosja   | Priemjer-Liga | 15    | 1      | -                | -     | -      |
| 2015/16 | FK Crvena zvezda  | Serbia  | Superliga     | 14    | 2      | -                | -     | -      |

Stan na: koniec sezonu 2015/2016

## Życie prywatne
Brat Damiena, Anthony też jest piłkarzem.

## Sukcesy

### Klubowe
- Stade Rennais
  - Gambardella Cup: 2008

### Reprezentacyjne
- Francja
  - 4. miejsce: (2007) Mistrzostwa Europy U-17 w piłce nożnej
  - Zwycięzca: (2007)  Mistrzostwa Francji U-18 w piłce nożnej